# Move (Mobilité en Vendômois)
Le réseau de bus Move succède à Vbus et couvre le territoire de la ville de Vendôme et les communes de la communauté d'agglomération « Territoire Vendômois », assurant la gestion de ce réseau financé principalement par le versement transport instauré par la loi SRU (Solidarité et Renouvellement Urbains) et par les usagers.
L'ensemble du réseau est exploité par délégation de service public par Cars Saint-Laurent.
En 2016, le réseau Vbus est constitué de 9 lignes régulières transportant plus de 400 000 voyageurs par an.

## Histoire
Au départ, seul Vendôme est desservie par 3 lignes de bus (1, 2 et 3). En 1990 la création de la gare TGV précède la mise en place d’une navette TGV.
À partir du 1er septembre 2013, le syndicat Téa regroupant les communes de Vendôme, Saint-Ouen, Areines et Meslay gère les eaux et transports du vendômois. De nouvelles lignes sont alors créées afin de relier les quatre communes du syndicat.
Depuis novembre 2013, une gare routière, ou pôle d'échanges multimodal, est ouverte proche de la gare TER afin de relier les lignes urbaines, scolaires, départementales, régionales, les cars de tourisme et les taxis. Le bâtiment qui accueille les voyageurs, les abris vélo et les toilettes publiques est ouvert depuis l'hiver 2014,.

## Lignes du réseau

### Présentation
Le réseau est composé de neuf lignes, dont deux principales (A et B), six scolaires (C, D, E, F, G et H) et une navette allant de la place de la liberté à la Gare TGV. Ces lignes sont accessibles à tous les voyageurs, le service est allégé les jours fériés sur la ligne A.
- La ligne A circule du lundi au samedi, ainsi que certains jours fériés. Elle dessert la Gare TGV à plusieurs reprises dans la journée.
- La ligne B circule du lundi au vendredi toute l'année (hors jours fériés).
- Les lignes scolaires circule du lundi au vendredi (hors jours fériés et vacances scolaires).
- La Navette Gare TGV circule du lundi au vendredi et le dimanche (circule certains jours fériés).

La ligne A desservira désormais la ville de Vendôme toutes les ½ heures entre 6 h 00 et 9 h 00 puis entre 16 h 30 et 19 h 00.
La navette TGV desservira désormais le lycée agricole le dimanche soir.
- Les lignes C et H sont réorganisées à la marge pour les scolaires afin de profiter des adaptations et des correspondances avec la ligne A.

### Lignes principales
La ligne A relie la gare TGV à la zone industrielle sud. En semaine les premiers bus partent de cette même zone à 6h car les horaires de bus sont calés sur les horaires des TGV. La ligne B quant à elle est la ligne intercommunale, elle part de Meslay, dessert Areines et Vendôme pour terminer à Saint-Ouen.
| Ligne | Caractéristiques | Caractéristiques                                                                                               | Caractéristiques                                                                                               | Caractéristiques                                                                                               | Caractéristiques                                                                                               | Caractéristiques                                                                                               | Caractéristiques                                                                                               | Caractéristiques                                                                                               | Caractéristiques                                                                                               |
| A     | Ligne A | Ligne A | Ligne A | Ligne A | Ligne A | Ligne A | Ligne A | Ligne A | Ligne A |
| A     | Vendôme — ZI Sud ou (Eiffel à certains services) ⥋ Vendôme — Gare TGV ou (Quatre Tilleuls à certains services)                                                       | Vendôme — ZI Sud ou (Eiffel à certains services) ⥋ Vendôme — Gare TGV ou (Quatre Tilleuls à certains services) | Vendôme — ZI Sud ou (Eiffel à certains services) ⥋ Vendôme — Gare TGV ou (Quatre Tilleuls à certains services) | Vendôme — ZI Sud ou (Eiffel à certains services) ⥋ Vendôme — Gare TGV ou (Quatre Tilleuls à certains services) | Vendôme — ZI Sud ou (Eiffel à certains services) ⥋ Vendôme — Gare TGV ou (Quatre Tilleuls à certains services) | Vendôme — ZI Sud ou (Eiffel à certains services) ⥋ Vendôme — Gare TGV ou (Quatre Tilleuls à certains services) | Vendôme — ZI Sud ou (Eiffel à certains services) ⥋ Vendôme — Gare TGV ou (Quatre Tilleuls à certains services) | Vendôme — ZI Sud ou (Eiffel à certains services) ⥋ Vendôme — Gare TGV ou (Quatre Tilleuls à certains services) | Vendôme — ZI Sud ou (Eiffel à certains services) ⥋ Vendôme — Gare TGV ou (Quatre Tilleuls à certains services) |
| ----- | --- | --- | --- | --- | --- | --- | --- | --- | --- |
| A     | Ouverture / Fermeture 29 août 2013 / — | Longueur — | Durée 25 à 31 min                                                                                              | Nb. d’arrêts 25                                                                                                | Matériel Standards Midibus                                                                                     | Jours de fonctionnement L, Ma, Me, J, V, S                                                                     | Jour / Soir / Nuit / Fêtes O / O / N / O                                                                       | Voy. / an — | Exploitant Cars Saint-Laurent                                                                                  |
| A     | Desserte : Vendôme - Principaux arrêts desservis : - ZI Sud • Eiffel • St Michel • Gare SNCF • Lycée Ronsard • Quatre Tilleuls • Gare TGV                            | | | | | | | | |
| A     | Autre : Circule certains jours fériés. La ligne A desservira désormais la ville de Vendôme toutes les ½ heures entre 6 h 00 et 9 h 00 puis entre 16 h 30 et 19 h 00. | | | | | | | | |
| A     | Dernière actualisation : — | | | | | | | | |
| B     | Meslay — Bourg de Meslay ⥋ Saint-Ouen — ZA des Grouets | Meslay — Bourg de Meslay ⥋ Saint-Ouen — ZA des Grouets                                                         | Meslay — Bourg de Meslay ⥋ Saint-Ouen — ZA des Grouets                                                         | Meslay — Bourg de Meslay ⥋ Saint-Ouen — ZA des Grouets                                                         | Meslay — Bourg de Meslay ⥋ Saint-Ouen — ZA des Grouets                                                         | Meslay — Bourg de Meslay ⥋ Saint-Ouen — ZA des Grouets                                                         | Meslay — Bourg de Meslay ⥋ Saint-Ouen — ZA des Grouets                                                         | Meslay — Bourg de Meslay ⥋ Saint-Ouen — ZA des Grouets                                                         | Meslay — Bourg de Meslay ⥋ Saint-Ouen — ZA des Grouets                                                         |
| B     | Ouverture / Fermeture 29 août 2013 / — | Longueur — | Durée 26 min                                                                                                   | Nb. d’arrêts 26                                                                                                | Matériel Standards Midibus                                                                                     | Jours de fonctionnement L, Ma, Me, J, V                                                                        | Jour / Soir / Nuit / Fêtes O / N / N / N                                                                       | Voy. / an — | Exploitant Cars Saint-Laurent                                                                                  |
| B     | Desserte : Meslay, Vendôme, Areines et Saint-Ouen - Principaux arrêts desservis : - Mairie d'Areines • Gare SNCF • Mairie de Saint-Ouen                              | | | | | | | | |
| B     | Autre : | | | | | | | | |
| B     | Dernière actualisation : — | | | | | | | | |

### Lignes scolaires
Ces lignes sont dites « scolaires » car elles sont basées sur leurs horaires, elles sont néanmoins accessibles à tous.
| Ligne | Caractéristiques | Caractéristiques                                                             | Caractéristiques                                                             | Caractéristiques                                                             | Caractéristiques                                                             | Caractéristiques                                                             | Caractéristiques                                                             | Caractéristiques                                                             | Caractéristiques                                                             |
| C     | Vendôme — Quatre Tilleuls ⥋ Vendôme — Gare TER | Vendôme — Quatre Tilleuls ⥋ Vendôme — Gare TER                               | Vendôme — Quatre Tilleuls ⥋ Vendôme — Gare TER                               | Vendôme — Quatre Tilleuls ⥋ Vendôme — Gare TER                               | Vendôme — Quatre Tilleuls ⥋ Vendôme — Gare TER                               | Vendôme — Quatre Tilleuls ⥋ Vendôme — Gare TER                               | Vendôme — Quatre Tilleuls ⥋ Vendôme — Gare TER                               | Vendôme — Quatre Tilleuls ⥋ Vendôme — Gare TER                               | Vendôme — Quatre Tilleuls ⥋ Vendôme — Gare TER                               |
| ----- | --- | ---------------------------------------------------------------------------- | ---------------------------------------------------------------------------- | ---------------------------------------------------------------------------- | ---------------------------------------------------------------------------- | ---------------------------------------------------------------------------- | ---------------------------------------------------------------------------- | ---------------------------------------------------------------------------- | ---------------------------------------------------------------------------- |
| C     | Ouverture / Fermeture 29 août 2013 / — | Longueur —                                                                   | Durée 23 min                                                                 | Nb. d’arrêts 11                                                              | Matériel Autocars                                                            | Jours de fonctionnement L, Ma, Me, J, V                                      | Jour / Soir / Nuit / Fêtes O / N / N / N                                     | Voy. / an —                                                                  | Exploitant Cars Saint-Laurent                                                |
| C     | Desserte : Vendôme - Principaux arrêts desservis : - Quatre Tilleuls • Jean Emond • Lycée Ronsard • Gare TER                                                           |                                                                              |                                                                              |                                                                              |                                                                              |                                                                              |                                                                              |                                                                              |                                                                              |
| C     | Autre : Ligne ne circulant pas les jours fériés et les vacances scolaires                                                                                              |                                                                              |                                                                              |                                                                              |                                                                              |                                                                              |                                                                              |                                                                              |                                                                              |
| C     | Dernière actualisation : — |                                                                              |                                                                              |                                                                              |                                                                              |                                                                              |                                                                              |                                                                              |                                                                              |
| D     | Vendôme — Gare TER ⥋ Vendôme — Robert Lasneau | Vendôme — Gare TER ⥋ Vendôme — Robert Lasneau                                | Vendôme — Gare TER ⥋ Vendôme — Robert Lasneau                                | Vendôme — Gare TER ⥋ Vendôme — Robert Lasneau                                | Vendôme — Gare TER ⥋ Vendôme — Robert Lasneau                                | Vendôme — Gare TER ⥋ Vendôme — Robert Lasneau                                | Vendôme — Gare TER ⥋ Vendôme — Robert Lasneau                                | Vendôme — Gare TER ⥋ Vendôme — Robert Lasneau                                | Vendôme — Gare TER ⥋ Vendôme — Robert Lasneau                                |
| D     | Ouverture / Fermeture 29 août 2013 / — | Longueur —                                                                   | Durée 20 min                                                                 | Nb. d’arrêts 11                                                              | Matériel Autocars                                                            | Jours de fonctionnement L, Ma, Me, J, V                                      | Jour / Soir / Nuit / Fêtes O / N / N / N                                     | Voy. / an —                                                                  | Exploitant Cars Saint-Laurent                                                |
| D     | Desserte : Vendôme - Principaux arrêts desservis : - Gare TER • Liberté • Robert Lasneau                                                                               |                                                                              |                                                                              |                                                                              |                                                                              |                                                                              |                                                                              |                                                                              |                                                                              |
| D     | Autre : Ligne ne circulant pas les jours fériés et les vacances scolaires                                                                                              |                                                                              |                                                                              |                                                                              |                                                                              |                                                                              |                                                                              |                                                                              |                                                                              |
| D     | Dernière actualisation : — |                                                                              |                                                                              |                                                                              |                                                                              |                                                                              |                                                                              |                                                                              |                                                                              |
| E     | Vendôme — Gare TER ⥋ Vendôme — Robert Lasneau | Vendôme — Gare TER ⥋ Vendôme — Robert Lasneau                                | Vendôme — Gare TER ⥋ Vendôme — Robert Lasneau                                | Vendôme — Gare TER ⥋ Vendôme — Robert Lasneau                                | Vendôme — Gare TER ⥋ Vendôme — Robert Lasneau                                | Vendôme — Gare TER ⥋ Vendôme — Robert Lasneau                                | Vendôme — Gare TER ⥋ Vendôme — Robert Lasneau                                | Vendôme — Gare TER ⥋ Vendôme — Robert Lasneau                                | Vendôme — Gare TER ⥋ Vendôme — Robert Lasneau                                |
| E     | Ouverture / Fermeture 29 août 2013 / — | Longueur —                                                                   | Durée 19 min                                                                 | Nb. d’arrêts 14                                                              | Matériel Autocars                                                            | Jours de fonctionnement L, Ma, Me, J, V                                      | Jour / Soir / Nuit / Fêtes O / N / N / N                                     | Voy. / an —                                                                  | Exploitant Cars Saint-Laurent                                                |
| E     | Desserte : Vendôme - Principaux arrêts desservis : - Gare TER • Gérard Yvon • Berlioz • Robert Lasneau                                                                 |                                                                              |                                                                              |                                                                              |                                                                              |                                                                              |                                                                              |                                                                              |                                                                              |
| E     | Autre : Ligne ne circulant pas les jours fériés et les vacances scolaires                                                                                              |                                                                              |                                                                              |                                                                              |                                                                              |                                                                              |                                                                              |                                                                              |                                                                              |
| E     | Dernière actualisation : — |                                                                              |                                                                              |                                                                              |                                                                              |                                                                              |                                                                              |                                                                              |                                                                              |
| F     | Vendôme — Robert Lasneau ⥋ Saint Ouen — Église ou Route de Danzé | Vendôme — Robert Lasneau ⥋ Saint Ouen — Église ou Route de Danzé             | Vendôme — Robert Lasneau ⥋ Saint Ouen — Église ou Route de Danzé             | Vendôme — Robert Lasneau ⥋ Saint Ouen — Église ou Route de Danzé             | Vendôme — Robert Lasneau ⥋ Saint Ouen — Église ou Route de Danzé             | Vendôme — Robert Lasneau ⥋ Saint Ouen — Église ou Route de Danzé             | Vendôme — Robert Lasneau ⥋ Saint Ouen — Église ou Route de Danzé             | Vendôme — Robert Lasneau ⥋ Saint Ouen — Église ou Route de Danzé             | Vendôme — Robert Lasneau ⥋ Saint Ouen — Église ou Route de Danzé             |
| F     | Ouverture / Fermeture 29 août 2013 / — | Longueur —                                                                   | Durée jusqu'à 48 min                                                         | Nb. d’arrêts 24                                                              | Matériel Autocars                                                            | Jours de fonctionnement L, Ma, Me, J, V                                      | Jour / Soir / Nuit / Fêtes O / N / N / O                                     | Voy. / an —                                                                  | Exploitant Cars Saint-Laurent                                                |
| F     | Desserte : Vendôme et Saint-Ouen - Principaux arrêts desservis : - Gare TER • Lycée Ronsard • Collége Jean Emond • Église • Robert Lasneau • Poiriers • Route de Danzé |                                                                              |                                                                              |                                                                              |                                                                              |                                                                              |                                                                              |                                                                              |                                                                              |
| F     | Autre : Ligne ne circulant pas les jours fériés et les vacances scolaires                                                                                              |                                                                              |                                                                              |                                                                              |                                                                              |                                                                              |                                                                              |                                                                              |                                                                              |
| F     | Dernière actualisation : — |                                                                              |                                                                              |                                                                              |                                                                              |                                                                              |                                                                              |                                                                              |                                                                              |
| G     | Vendôme — Gare TGV ⥋ Areines — Amphithéâtre | Vendôme — Gare TGV ⥋ Areines — Amphithéâtre                                  | Vendôme — Gare TGV ⥋ Areines — Amphithéâtre                                  | Vendôme — Gare TGV ⥋ Areines — Amphithéâtre                                  | Vendôme — Gare TGV ⥋ Areines — Amphithéâtre                                  | Vendôme — Gare TGV ⥋ Areines — Amphithéâtre                                  | Vendôme — Gare TGV ⥋ Areines — Amphithéâtre                                  | Vendôme — Gare TGV ⥋ Areines — Amphithéâtre                                  | Vendôme — Gare TGV ⥋ Areines — Amphithéâtre                                  |
| G     | Ouverture / Fermeture 29 août 2013 / — | Longueur —                                                                   | Durée 26 min                                                                 | Nb. d’arrêts 4                                                               | Matériel Autocars                                                            | Jours de fonctionnement L, V                                                 | Jour / Soir / Nuit / Fêtes O / N / N / N                                     | Voy. / an —                                                                  | Exploitant Cars Saint-Laurent                                                |
| G     | Desserte : Vendôme et Areines - Principaux arrêts desservis : - Gare TGV • Gare TER • Liberté • Amphithéâtre                                                           |                                                                              |                                                                              |                                                                              |                                                                              |                                                                              |                                                                              |                                                                              |                                                                              |
| G     | Autre : Ligne ne circulant pas les jours fériés et les vacances scolaires                                                                                              |                                                                              |                                                                              |                                                                              |                                                                              |                                                                              |                                                                              |                                                                              |                                                                              |
| G     | Dernière actualisation : — |                                                                              |                                                                              |                                                                              |                                                                              |                                                                              |                                                                              |                                                                              |                                                                              |
| H     | Vendôme — Lycée Ronsard ⥋ Vendôme — Robert Lasneau, Berlioz ou Bois La Barbe                                                                                           | Vendôme — Lycée Ronsard ⥋ Vendôme — Robert Lasneau, Berlioz ou Bois La Barbe | Vendôme — Lycée Ronsard ⥋ Vendôme — Robert Lasneau, Berlioz ou Bois La Barbe | Vendôme — Lycée Ronsard ⥋ Vendôme — Robert Lasneau, Berlioz ou Bois La Barbe | Vendôme — Lycée Ronsard ⥋ Vendôme — Robert Lasneau, Berlioz ou Bois La Barbe | Vendôme — Lycée Ronsard ⥋ Vendôme — Robert Lasneau, Berlioz ou Bois La Barbe | Vendôme — Lycée Ronsard ⥋ Vendôme — Robert Lasneau, Berlioz ou Bois La Barbe | Vendôme — Lycée Ronsard ⥋ Vendôme — Robert Lasneau, Berlioz ou Bois La Barbe | Vendôme — Lycée Ronsard ⥋ Vendôme — Robert Lasneau, Berlioz ou Bois La Barbe |
| H     | Ouverture / Fermeture 29 août 2013 / — | Longueur —                                                                   | Durée 15 à 44 min                                                            | Nb. d’arrêts 9 à 21                                                          | Matériel Autocars                                                            | Jours de fonctionnement L, Ma, Me, J, V                                      | Jour / Soir / Nuit / Fêtes O / N / N / N                                     | Voy. / an —                                                                  | Exploitant Cars Saint-Laurent                                                |
| H     | Desserte : Vendôme - Principaux arrêts desservis : - Gare TER • Lycée Ronsard • Robert Lasneau • Jean Emond • Gérard Yvon • Branly • Liberté • Ampére • Berlioz        |                                                                              |                                                                              |                                                                              |                                                                              |                                                                              |                                                                              |                                                                              |                                                                              |
| H     | Autre : Ligne ne circulant pas les jours fériés et les vacances scolaires                                                                                              |                                                                              |                                                                              |                                                                              |                                                                              |                                                                              |                                                                              |                                                                              |                                                                              |
| H     | Dernière actualisation : — |                                                                              |                                                                              |                                                                              |                                                                              |                                                                              |                                                                              |                                                                              |                                                                              |

### Navette Gare TGV
Cette navette, spécialement mise en place pour les abonnés du TGV habitant à Vendôme, ne réalise que neuf arrêts ce qui en fait l'une des lignes les plus rapides. Le but de sa mise en place est de relier plus rapidement le centre de Vendôme et la gare TGV.
| Ligne            | Caractéristiques | Caractéristiques                       | Caractéristiques                       | Caractéristiques                       | Caractéristiques                       | Caractéristiques                           | Caractéristiques                         | Caractéristiques                       | Caractéristiques                       |
| Navette Gare TGV | Vendôme — Liberté ⥋ Vendôme — Gare TGV                                                                                                | Vendôme — Liberté ⥋ Vendôme — Gare TGV | Vendôme — Liberté ⥋ Vendôme — Gare TGV | Vendôme — Liberté ⥋ Vendôme — Gare TGV | Vendôme — Liberté ⥋ Vendôme — Gare TGV | Vendôme — Liberté ⥋ Vendôme — Gare TGV     | Vendôme — Liberté ⥋ Vendôme — Gare TGV   | Vendôme — Liberté ⥋ Vendôme — Gare TGV | Vendôme — Liberté ⥋ Vendôme — Gare TGV |
| ---------------- | --- | -------------------------------------- | -------------------------------------- | -------------------------------------- | -------------------------------------- | ------------------------------------------ | ---------------------------------------- | -------------------------------------- | -------------------------------------- |
| Navette Gare TGV | Ouverture / Fermeture 29 août 2013 / —                                                                                                | Longueur —                             | Durée 12 min                           | Nb. d’arrêts 9 - 10 ou 11              | Matériel Standards Midibus             | Jours de fonctionnement L, Ma, Me, J, V, D | Jour / Soir / Nuit / Fêtes O / N / N / O | Voy. / an —                            | Exploitant Cars Saint-Laurent          |
| Navette Gare TGV | Desserte : Vendôme - Principaux arrêts desservis : - Gare TGV • ZI Nord • Saint Michel • Liberté • Amphithéâtre                       |                                        |                                        |                                        |                                        |                                            |                                          |                                        |                                        |
| Navette Gare TGV | Autre : Ligne circule certains jours fériés. Nouveauté 2017 : La navette TGV desservira désormais le lycée agricole le dimanche soir. |                                        |                                        |                                        |                                        |                                            |                                          |                                        |                                        |
| Navette Gare TGV | Dernière actualisation : — |                                        |                                        |                                        |                                        |                                            |                                          |                                        |                                        |

### Transport à la demande
Le service de transport à la demande (TAD) complète l'offre de transport en commun présente sur les quatre communes. Il permet aux usagers de voyager entre deux arrêts du réseau de 7h à 21h si aucune liaison n'est assurée par la ligne régulière.

### Personnes en situation de handicap
D'importantes modifications ont eu lieu pour rendre l'accès aux personnes en situation de handicap (PSH) possible. Avant la modification des lignes en septembre 2013, la ligne 1 disposait déjà de véhicules adaptés et équipés de système d’information visuelle et sonore pour les malvoyants et malentendants, d’une rampe électrique et de places réservées pour les personnes en fauteuil roulant et de plancher bas pour les personnes à mobilité réduite. Avec l’extension du réseau, la flotte de véhicules a été adaptée et 60 aménagements de points d’arrêts accessibles ont été ou vont être réalisés. La somme de 600 000 € a été investie pour la réalisation de ces différents aménagements.

## Parc de véhicules
En octobre 2024, le parc d'autobus du réseau Move est composé de 25 véhicules dont 2 bus standards, 6 midibus, 3 minibus et 14 autocars. Au sein de cette flotte, les autres véhicules sont équipés de moteurs Diesel.

### Bus standards
| Constructeur | Modèle | Nombre | Numéros de parc | Période de mise en service | Affectation            | Observation |
| ------------ | ------ | ------ | --------------- | -------------------------- | ---------------------- | ----------- |
| Heuliez Bus  | GX 317 | 1      | 607             | Mars 1998                  | A, B, Navette Gare TGV | –           |
| Heuliez Bus  | GX 327 | 1      | 8303            | Décembre 2005              | A, B, Navette Gare TGV | –           |

### Midibus
| Constructeur | Modèle   | Nombre | Numéros de parc | Période de mise en service | Affectation            | Observation |
| ------------ | -------- | ------ | --------------- | -------------------------- | ---------------------- | ----------- |
| Heuliez Bus  | GX 137   | 1      | 601             | Mai 2015                   | A, B                   | –           |
| Heuliez Bus  | GX 137 L | 5      | 602-606         | Septembre 2020             | A, B, Navette Gare TGV | –           |

### Minibus
| Constructeur  | Modèle               | Nombre | Numéros de parc | Période de mise en service | Affectation | Observation |
| ------------- | -------------------- | ------ | --------------- | -------------------------- | ----------- | ----------- |
| Mercedes-Benz | Sprinter Transfer 55 | 1      | 327             | Mars 2017                  | TAD         | –           |
| Peugeot       | Boxer II             | 2      | 528-529         | Septembre 2020             | TAD         | –           |

### Autocars
| Constructeur  | Modèle       | Nombre | Numéros de parc         | Période de mise en service  | Affectation      | Observation |
| ------------- | ------------ | ------ | ----------------------- | --------------------------- | ---------------- | ----------- |
| Irisbus       | Récréo II    | 1      | 312                     | Février 2007                | C, D, E, F, G, H | –           |
| Iveco Bus     | Crossway Pop | 5      | 304, 356-357, 3814-3815 | Entre août 2017 à juin 2022 | C, D, E, F, G, H | –           |
| Mercedes-Benz | Intouro II M | 1      | 209                     | Mai 2008                    | C, D, E, F, G, H | –           |
| Otokar        | Territo U    | 6      | 350-355                 | Octobre 2020                | C, D, E, F, G, H | –           |
| Sunsundegui   | SB3          | 1      | 368                     | Octobre 2022                | C, D, E, F, G, H | –           |

### Dépôts
- Le dépôt de Cars Saint-Laurent est situé dans la principauté, au La Garenne, 41100 Saint-Firmin-des-Prés